# James Duncan Hague
James Duncan Hague (* 24. Februar 1836 in Boston, Massachusetts; † 3. August 1908 in Stockbridge, Massachusetts) war ein US-amerikanischer Bergbauingenieur, Mineraloge und Geologe.

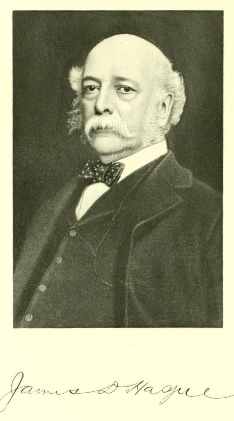
James Duncan Hague

## Leben
Hague studierte an der Ingenieurschule der Harvard University (Lawrence Scientific School, Abschluss 1855) und anschließend an der Georg-August-Universität Göttingen und an der Königlichen Bergakademie Freiberg. 1859 bis 1861 unternahm er im Auftrag von William Henry Webb Reisen auf die Koralleninseln des Pazifischen Ozeans, insbesondere untersuchte er auf Jarvis und Baker die Phosphatlagerstätten. 1862 und 1863 war er Militärjurist in den Verhandlungen über die Atlantic Blockading Squadron im Amerikanischen Bürgerkrieg. Anschließend arbeitete Hague einige Jahre für Edwin J. Hulbert bei der Entwicklung von Kupferbergwerken in der Region des Oberen Sees (in Calumet, Michigan), bevor er 1867 zweiter Geologe unter Clarence King bei den staatlichen Vermessungsarbeiten entlang des 40. Breitengrades wurde. Ab 1871 war er selbstständiger Geologe und Bergbauingenieur in Kalifornien, wo er unter anderem die North Star Mine in Lafayette Hill entwickelte. 1878 gehörte er zu der US-amerikanischen Delegation auf der Weltausstellung in Paris, bevor er 1879 dauerhaft nach New York City übersiedelte.
Hague war Fellow der American Association for the Advancement of Science, 1904 wurde er Mitglied der American Academy of Arts and Sciences. Ab 1906 war Hague Vizepräsident des American Institute of Mining Engineers, 1907 wurde er Mitglied des Vorstands (Counsillor) der American Geographical Society, 1908 deren Vizepräsident.
Hague war mit Mary Ward Foote (* 8. September 1846) verheiratet. Sie hatten zusammen drei Kinder: Marian Hague (* 1873), Eleanor Hague (* 1875) und William Hague (1882–1918). Das Grab von James Duncan Hague befindet sich auf dem Albany Rural Cemetery. Hier befindet sich auch das Grab seines jüngeren Bruders, Arnold Hague (1840–1917).